# Finale du Grand Prix IAAF 1995
Navigation
Édition précédente Édition suivante
La 11e Finale du Grand Prix de l'IAAF a eu lieu le 9 septembre 1995 au Stade Louis-II de Monaco. Seize épreuves figurent au programme (9 masculines et 7 féminines).

## Classement général

### Hommes
1. Moses Kiptanui : 84 points
2. Jan Železný : 72 points
3. Mark Crear : 72 points

### Femmes
1. Maria Mutola : 78 points
2. Anna Biryukova : 72 points
3. Gwen Torrence : 72 points

## Résultats

### Hommes
| Épreuves          | Or                                        | Argent                                    | Bronze                                    |
| ----------------- | ----------------------------------------- | ----------------------------------------- | ----------------------------------------- |
| 200 m             | Michael Johnson États-Unis 19 s 93        | Frankie Fredericks Namibie 20 s 21        | Robson da Silva Brésil 20 s 27            |
| 800 m             | Benson Koech Kenya 1 min 45 s 27          | Wilson Kipketer Danemark 1 min 45 s 28    | Mahjoub Haïda Maroc 1 min 45 s 35         |
| 3 000 m           | Haile Gebrselassie Éthiopie 7 min 35 s 90 | Khalid Boulami Maroc 7 min 36 s 11        | Smaïl Sghir Maroc 7 min 36 s 37           |
| 3 000 m steeple   | Moses Kiptanui Kenya 8 min 02 s 45        | Richard Kosgei Kenya 8 min 06 s 88        | Eliud Barngetuny Kenya 8 min 07 s 42      |
| 110 m haies       | Mark Crear États-Unis 13 s 07             | Allen Johnson États-Unis 13 s 09          | Florian Schwarthoff Allemagne 13 s 29     |
| Saut à la perche  | Okkert Brits Afrique du Sud 5,95 m        | Sergueï Bubka Ukraine 5,90 m              | Maksim Tarasov Russie 5,80 m              |
| Saut en longueur  | Iván Pedroso Cuba 8,49 m                  | Kareem Streete-Thompson États-Unis 8,46 m | James Beckford Jamaïque 8,20 m            |
| Lancer du disque  | Lars Riedel Allemagne 67,78 m             | Sergey Lyakhov Russie 66,78 m             | Vladimir Dubrovshchik Biélorussie 66,60 m |
| Lancer du javelot | Jan Železný Tchéquie 92,28 m              | Raymond Hecht Allemagne 87,42 m           | Steve Backley Royaume-Uni 83,84 m         |

### Femmes
| Épreuves        | Or                                     | Argent                                 | Bronze                               |
| --------------- | -------------------------------------- | -------------------------------------- | ------------------------------------ |
| 200 m           | Gwen Torrence États-Unis 22 s 20       | Mary Onyali Nigeria 22 s 69            | Carlette Guidry États-Unis 22 s 71   |
| 800 m           | Maria Mutola Mozambique 1 min 55 s 72  | Kelly Holmes Royaume-Uni 1 min 56 s 21 | Patricia Djaté France 1 min 56 s 53  |
| 3 000 m         | Sonia O'Sullivan Irlande 8 min 39 s 94 | Olga Churbanova Russie 8 min 41 s 42   | Yvonne Graham Jamaïque 8 min 42 s 40 |
| 400 m haies     | Kim Batten États-Unis 53 s 49          | Tonja Buford États-Unis 53 s 69        | Deon Hemmings Jamaïque 54 s 20       |
| Saut en hauteur | Inga Babakova Ukraine 2,03 m           | Tatyana Motkova Russie 2,01 m          | Yelena Gulyayeva Russie 1,96 m       |
| Triple saut     | Anna Biryukova Russie 14,99 m          | Inessa Kravets Ukraine 14,59 m         | Inna Lasovskaya Russie 14,59 m       |
| Lancer du poids | Astrid Kumbernuss Allemagne 20,20 m    | Kathrin Neimke Allemagne 19,94 m       | Huang Zhihong Chine 19,94 m          |